# Whiteson Changwe
Whiteson Changwe (Lusaka, 19 ottobre 1964 – Oceano Atlantico, 27 aprile 1993) è stato un calciatore zambiano, di ruolo difensore.

## Biografia
Perì, assieme ai compagni di Nazionale, il 27 aprile 1993, coinvolto in quello che è noto come disastro aereo dello Zambia.

## Carriera

### Nazionale
Rappresentò la propria nazionale 11 volte, tra il 1987 e il 1993.